# Athlétisme aux Jeux asiatiques en salle de 2017
Navigation
Édition précédente
Les épreuves d'athlétisme des Jeux asiatiques en salle 2017 ont lieu du 18 septembre au 20 septembre 2017 à Achgabat, au Turkménistan.

## Résultats

### Hommes
| 60 mètres | Hassan Taftian 6 s 55 (NR)                                             | Eric Cray 6 s 63                                                                            | Reza Ghasemi 6 s 64 (SB)                                                                             |
| 400 mètres | Abdalelah Haroun 45 s 68 (GR)                                          | Mazen Mawtan al-Yasen 46 s 35 (PB)                                                          | Mikhail Litvin 46 s 51 (SB)                                                                          |
| 800 mètres | Jamal Hairane 1 min 49 s 33                                            | Indunil Herath 1 min 49 s 45                                                                | Amir Moradi 1 min 49 s 51                                                                            |
| 1 500 mètres | Ajay Saroj 3 min 48 s 67                                               | Mohammed Othman Shaween 3 min 49 s 65 (PB)                                                  | Adnan Taes Agar al-Mntfage 3 min 50 s 98                                                             |
| 3 000 mètres | Lakshmanan Govindan 8 min 2 s 30                                       | Tariq Ahmed al-Amri 8 min 3 s 98 (PB)                                                       | Hossein Keyhani 8 min 7 s 09 (PB)                                                                    |
| 60 mètres haies | Ahmed Khader al-Muwallad 7 s 66 (GR, NR)                               | Lee Jung-joon 7 s 77                                                                        | Wang Fung Cheung 7 s 85                                                                              |
| 4 × 400 m | Pakistan Asad Iqbal Mehboob Ali Nishat Ali Nokar Hussain 3 min 11 s 40 | Qatar Abdalelah Haroun Mohamed Nasir Abbas Jamal Hairane Ali Hassan Al Jassim 3 min 12 s 58 | Thaïlande Apisit Chamsri Nattapong Kongkraphan Jirayu Pleenaram Phitchaya Sunthonthuam 3 min 21 s 21 |
| Saut en hauteur | Majd Eddine Ghazal 2,26 m (GR)                                         | Keyvan Ghanbarzadeh 2,26 m (=GR, NR)                                                        | Manjula Kumara 2,21 m                                                                                |
| Saut à la perche | Sergey Grigoryev 5,40 m (GR)                                           | Porranot Purahong 5,20 m                                                                    | Patsapong Amsam-Ang 5,20 m                                                                           |
| Saut en longueur | Nguyen Tien Trong 7,48 m                                               | Amila Wijayalath Pedige 7,45 m                                                              | Chan Ming Tai 7,44 m                                                                                 |
| Triple saut | Arpinder Singh 16,21 m                                                 | Pratchaya Tepparak 16,12 m                                                                  | Rashid Ahmed al-Mannai 15,99 m (PB)                                                                  |
| Lancer du poids | Ivan Ivanov 19,60 m (GR)                                               | Tajinderpal Singh Toor 19,26 m                                                              | Jung Il-woo 19,24 m (SB)                                                                             |
| Heptathlon | Mohammed Jasem al-Qaree 5 343 pts                                      | Suttisak Singkon 5 332 pts (PB)                                                             | Marat Khaydarov 5 018 pts                                                                            |
| Records et Performances - AR : Record continental (area record) - CR : Record des championnats (championship record) - MR : Record du meeting (meet record) - NR : Record national (national record) - OR : Record olympique (olympic record) - PR : Record paralympique (paralympic record) - PB : Record personnel (personal best) - SB : Meilleure performance personnelle de la saison (season's best) - WL : Meilleure performance mondiale de l'année (world leader) - WJR : Record du monde junior (world junior record) - WR : Record du monde (world record) Circonstances et Conditions - DNF : N'a pas terminé (did not finish) - DNS : N'a pas pris le départ (did not start) - DQ : Disqualification (disqualification) - NM : Aucun essai valable enregistré (No Mark) - Q : Qualifié « directement » au prochain tour (ou à la prochaine compétition), lors d'une compétition majeure, grâce au classement ou à la réalisation des minima (automatic qualifier) - q : Qualifié au prochain tour (ou à la prochaine compétition), lors d'une compétition majeure, grâce au repêchage ou à la réalisation de l'une des meilleures performances parmi celles des « non qualifiés directement » (grâce au meilleur temps ou à la meilleure distance par exemple) (secondary qualifier) |                                                                        |                                                                                             | |

### Femmes
| 60 mètres | Viktoriya Zyabkina 7 s 32 (SB)                                                                      | Tu Chinh Le 7 s 36 (PB)                                         | Olga Safronova 7 s 43 (SB)                                                                           |
| 400 mètres | Elina Mikhina 53 s 37                                                                               | Nguyễn Thị Huyền 54 s 41 (PB)                                   | Atchima Eng-chuan 54 s 45 (PB)                                                                       |
| 800 mètres | Gayanthika Abeyratne 2 min 5 s 12                                                                   | Zhang Guiping 2 min 7 s 65 (SB)                                 | Arina Kleshchukova 2 min 9 s 97                                                                      |
| 1 500 mètres | Palakeezh Unnikrishnan 4 min 27 s 77                                                                | Gulshanoi Satarova 4 min 31 s 64                                | Arina Kleshchukova 4 min 34 s 16                                                                     |
| 3 000 mètres | Alia Saeed Mohammed 9 min 25 s 03                                                                   | Sanjivani Jadhav 9 min 26 s 34                                  | Wang Jinyu 9 min 57 s 43                                                                             |
| 60 m haies | Lui Lai Yiu 8 s 41 (PB)                                                                             | Suchada Meesri 8 s 56 (PB)                                      | Anastassiya Vinogradova 8 s 59                                                                       |
| 4 × 400 m | Thaïlande Supanich Poolkerd Pornpan Hoemhuk Treewadee Yongphan Atchima Eng-Chuan 3 min 43 s 41 (SB) | Chine Li Xingyuan Tao Yanan Zhu Cuiwei Wang Meiru 3 min 47 s 35 | Turkménistan Valentina Meredova Mariýa Rozymowa Täjigözel Orazgeldiýewa Ýelena Rýabowa 3 min 50 s 39 |
| Saut en hauteur | Nadiya Dusanova 1,86 m                                                                              | Safina Sadullayeva 1,83 m (PB)                                  | Yeung Man Wai 1,83 m (NR)                                                                            |
| Saut en longueur | Olga Rypakova 6,43 m                                                                                | Bùi Thị Thu Thảo 6,36 m (NR)                                    | Neena Varakil 6,04 m                                                                                 |
| Triple saut | Olga Rypakova 14,32 m                                                                               | Mariya Ovchinnikova 13,21 m                                     | Tan Qiujiao 13,10 m (PB)                                                                             |
| Lancer du poids | Bian Ka 17,34 m                                                                                     | Elena Smolyanova 15,60 m (PB)                                   | Lee Soojung 15,54 m                                                                                  |
| Pentathlon | Purnima Hembram 4 062 pts (NR)                                                                      | Wassana Winatho 3 915 pts (PB)                                  | Sunisa Khotseemueang 3 903 pts (PB)                                                                  |
| Records et Performances - AR : Record continental (area record) - CR : Record des championnats (championship record) - MR : Record du meeting (meet record) - NR : Record national (national record) - OR : Record olympique (olympic record) - PR : Record paralympique (paralympic record) - PB : Record personnel (personal best) - SB : Meilleure performance personnelle de la saison (season's best) - WL : Meilleure performance mondiale de l'année (world leader) - WJR : Record du monde junior (world junior record) - WR : Record du monde (world record) Circonstances et Conditions - DNF : N'a pas terminé (did not finish) - DNS : N'a pas pris le départ (did not start) - DQ : Disqualification (disqualification) - NM : Aucun essai valable enregistré (No Mark) - Q : Qualifié « directement » au prochain tour (ou à la prochaine compétition), lors d'une compétition majeure, grâce au classement ou à la réalisation des minima (automatic qualifier) - q : Qualifié au prochain tour (ou à la prochaine compétition), lors d'une compétition majeure, grâce au repêchage ou à la réalisation de l'une des meilleures performances parmi celles des « non qualifiés directement » (grâce au meilleur temps ou à la meilleure distance par exemple) (secondary qualifier) | |                                                                 | |